# Jordan Pentschew
Jordan Pentschew (bulgarisch Йордан Пенчев; * 26. August 1956) ist ein ehemaliger bulgarischer Radrennfahrer.

## Sportliche Laufbahn
Pentschew war Teilnehmer der Olympischen Sommerspiele 1980 in Moskau. Im olympischen Straßenrennen schied er aus. Im Mannschaftszeitfahren belegte der bulgarische Vierer den 6. Platz.
1977 wurde er Zweiter der Bulgarien-Rundfahrt hinter dem Sieger Siegbert Schmeißer aus der DDR. 1980 war er am Start der Österreich-Rundfahrt und wurde Dritter im Etappenrennen Giro delle Regioni.
Er fuhr die Internationale Friedensfahrt 1976 (31.), 1978 (20.), 1979 (15.), 1981 (45.), 1982 (39.), 1983 (34.) und 1986 (37.). Dabei entging ihm 1978 ein Etappensieg nur knapp, als ihn im Endspurt ein Schaltungsschaden behinderte und so Sante Fossato aus Italien noch an ihm vorbeifahren konnte.
1984 gewann er das Mannschaftszeitfahren bei den Balkan-Meisterschaften.